# جوردن سميث (لاعب كرة قاعدة)
جوردن سميث (بالإنجليزية: Jordan Smith)‏ هو لاعب كرة قاعدة أمريكي، ولد في 4 فبراير 1986 في أمريكان فورك في الولايات المتحدة.

## وصلات خارجية
- جوردن سميث على موقع دوري كرة القاعدة الرئيسي (الإنجليزية)
- جوردن سميث على موقعبيزبول رفرنس.كوم (الدوري الرئيسي) (الإنجليزية)
- جوردن سميث على موقعبيزبول رفرنس.كوم (الدوري الثانوي) (الإنجليزية)